# Jan Kašpar

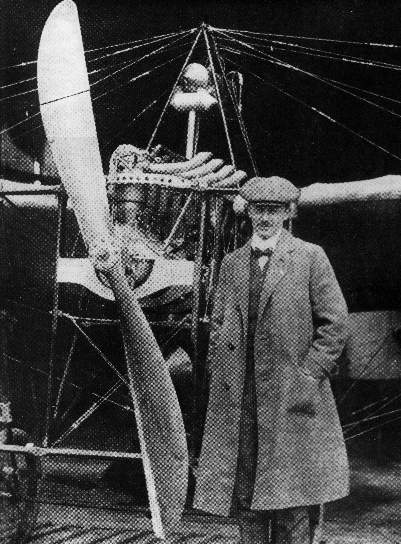
Jan Kašpar

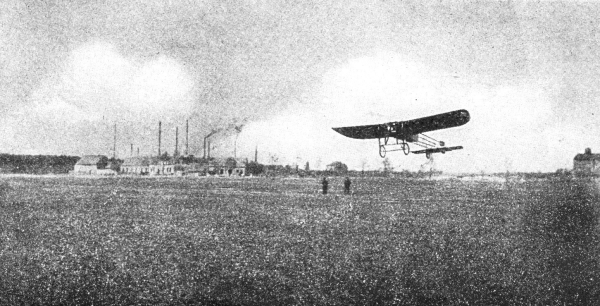
Start samolotu Kašpara w Pardubicach w 1911

Jan Kašpar (ur. 20 maja 1883 w Pardubicach, zm. 2 marca 1927 tamże) – czeski inżynier, pionier lotnictwa. Był jednym z pierwszych konstruktorów lotniczych i pilotów na ziemiach czeskich oraz pierwszym pilotem narodowości czeskiej, wsławiając się przede wszystkim dwoma lotami na duże odległości.

## Życiorys
Pochodził ze wschodnioczeskich Pardubic. Od dzieciństwa interesował się cyklistyką i motoryzacją. W lutym 1907 r. ukończył Politechnikę Czeską w Pradze, po czym przez jeden semestr kontynuował naukę w Niemczech, gdzie zainteresował się konstrukcją silników lotniczych. Przez krótko pracował w fabryce samochodów Basse & Selve w Altenie w Westfalii. Wkrótce powrócił do Czech, zatrudniając się w zakładach Laurin & Klement w Młodej Bolesławi. Pracował tam jednak tylko kilka miesięcy, przeprowadzając się w lipcu 1909 r. do Pardubic. Tam wraz z kuzynem Evženem Čihákem poświęcił się budowie samolotów. Z czasem ich współpraca się zakończyła, a Čihák zajął się lotnictwem wraz ze swym bratem Hugo.
Pierwszą maszyną Kašpara był jednopłat wzorowany na samolocie Antoinette francuskiego konstruktora Huberta Lathama. Podczas budowy zastała go wiadomość o tym, że 25 lipca 1909 r. Louis Blériot pomyślnie przeleciał nad kanałem La Manche. Kašpar swój samolot dokończył, ale nie udało się wzbić go w powietrze. Zakupił więc za 18 000 franków Blériot XI (taki jak ten, który pokonał kanał), wyposażając go w silnik najpierw własnej konstrukcji, a potem marki Anzani.
Pierwszy zakończony sukcesem lot Kašpara miał miejsce 16 kwietnia 1910 r., kiedy pokonał on dwa kilometry lecąc na wysokości 20–25 m. Data ta uważana jest za najważniejszy kamień milowy w dziejach czeskiej awiacji, bowiem Kašpar był pierwszym pilotem narodowości czeskiej (choć nie pierwszym w Czechach – wcześniej latali tu Francuz Louis Gaubert i miejscowy Niemiec Otto Hieronimus).
Po pierwszych doświadczeniach z pilotażem, 16 czerwca 1910 r. zdał egzamin pilota przed komisją. W roku 1911 wzleciał samolotem własnej konstrukcji (nazwanym JK) wyposażonym w silnik Daimlera o mocy 70 KM. Z tą maszyną wiązał plany pierwszego lotu dalekobieżnego. 30 kwietnia 1911 r. w ramach przygotowań do niego pokonał trasę Pardubice – Chrudim i z powrotem. Lot na wysokości około 400 m trwał 24 minuty i 23 sekund i był pierwszym lotem z pasażerem, Kašpar zabrał bowiem na pokład Čiháka.
Lot Pardubice – Velká Chuchle k. Pragi, który rozsławił Kašpara, odbył się 13 maja 1911 r. Odległość 121 km pokonał w ciągu 92 minut utrzymując się na wysokości około 800 m. Wykorzystany do tego lotu samolot konstruktor podarował w 1913 r. Muzeum Techniki Królestwa Czeskiego (obecnie Narodowe Muzeum Techniki), gdzie jest eksponowane po dziś dzień.
Innym słynnym jego lotem był pierwszy na ziemiach czeskich dalekobieżny przelot z pasażerem. W trasę Mielnik – Velká Chuchle, która zajęła 41 minut i 55 sekund, zabrał dziennikarza „Národnej politiki”, Jaroslava Kalvę.
Jeden z późniejszych lotów, w 1912 r., zakończył się wypadkiem. Kašpar już nigdy nie zasiadł za sterami. W tym samym roku zmarł ojciec pilota, przez co ten stracił swoje główne źródło utrzymania. Przez krótko pracował jako urzędnik i w tartaku, spędzając ostatnie lata życia w wielkiej biedzie. W 1927 r. pod wpływem depresji popełnił samobójstwo.